# Campile
Campile ist eine französische Gemeinde auf der Insel Korsika. Sie gehört zur Region Korsika, zum Département Haute-Corse, zum Arrondissement Corte und zum Kanton Golo-Morosaglia. Die Bewohner nennen sich Campilacci.

## Geografie
Im Norden bildet der Fluss Golo die Gemeindegrenze. Außerhalb der Gemeindegemarkung verläuft eine Eisenbahnlinie der Chemins de fer de la Corse mit einer Haltestelle und die Route nationale 193. Erstere verläuft im Nordwesten über Campile, ohne den Ort direkt zu bedienen.
Der Dorfkern liegt im korsischen Gebirge auf 660 Metern über dem Meeresspiegel. Nachbargemeinden sind Volpajola im Norden, Prunelli-di-Casacconi im Nordosten, Olmo im Osten, Monte im Südosten, Crocicchia und Penta-di-Casinca im Süden, Bisinchi im Südwesten sowie Campitello im Nordwesten.

## Bevölkerungsentwicklung
| Jahr      | 1962 | 1968 | 1975 | 1982 | 1990 | 1999 | 2008 | 2016 |
| --------- | ---- | ---- | ---- | ---- | ---- | ---- | ---- | ---- |
| Einwohner | 386  | 304  | 232  | 242  | 196  | 199  | 193  | 194  |

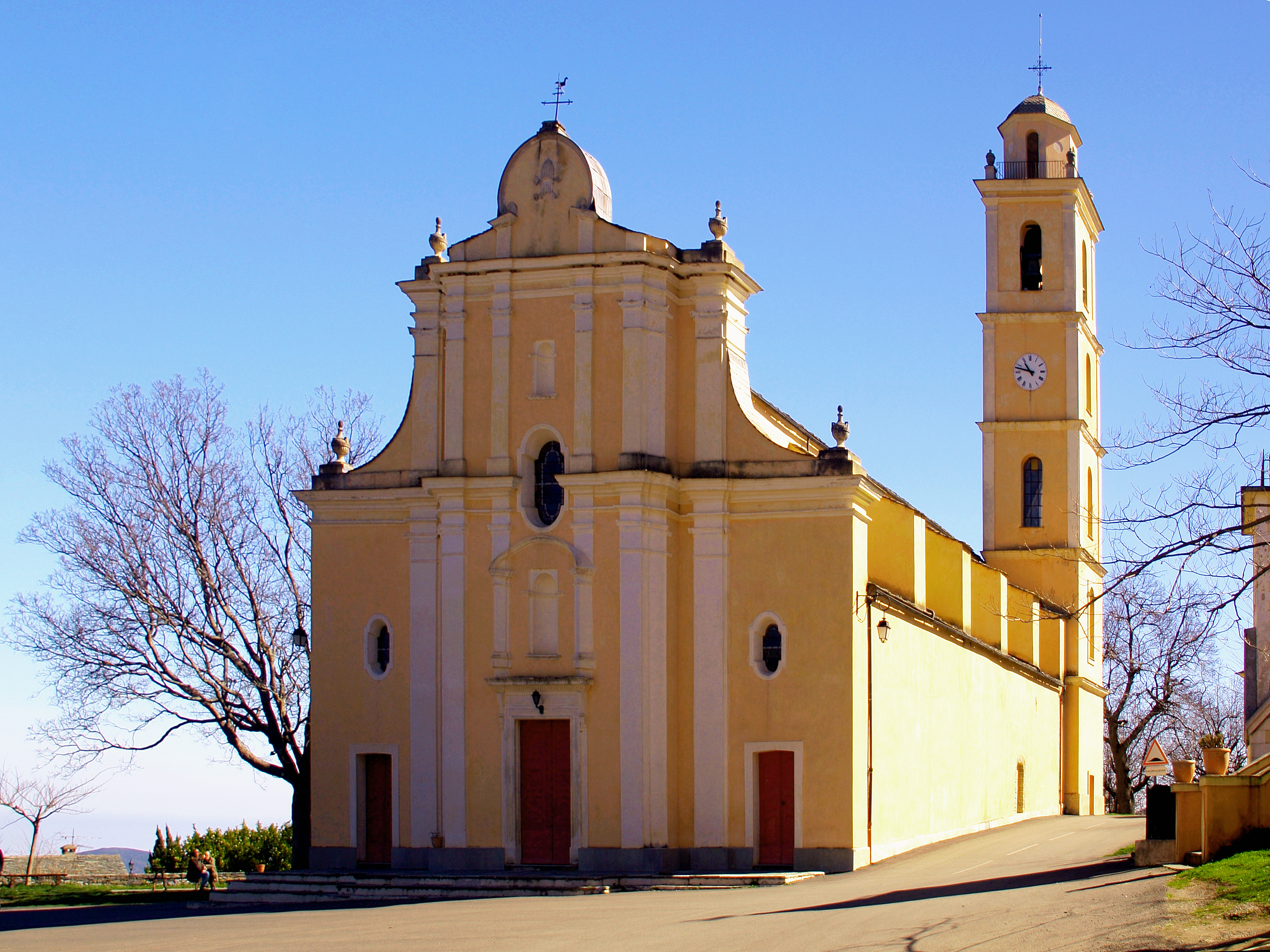
Kirche Saint-Pierre-Saint-Paul
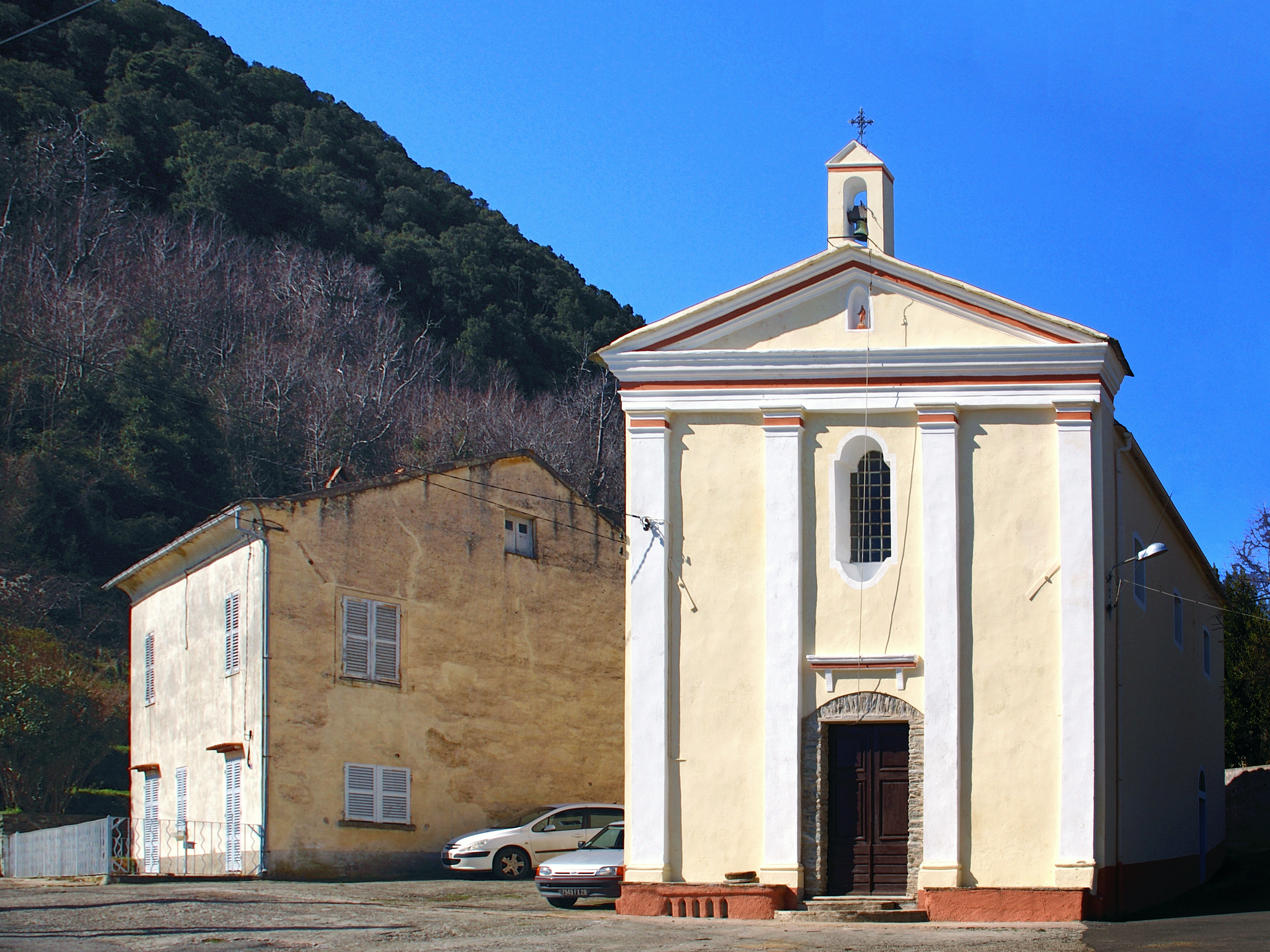
Kapelle Notre-Dame du Sacré-Cœur
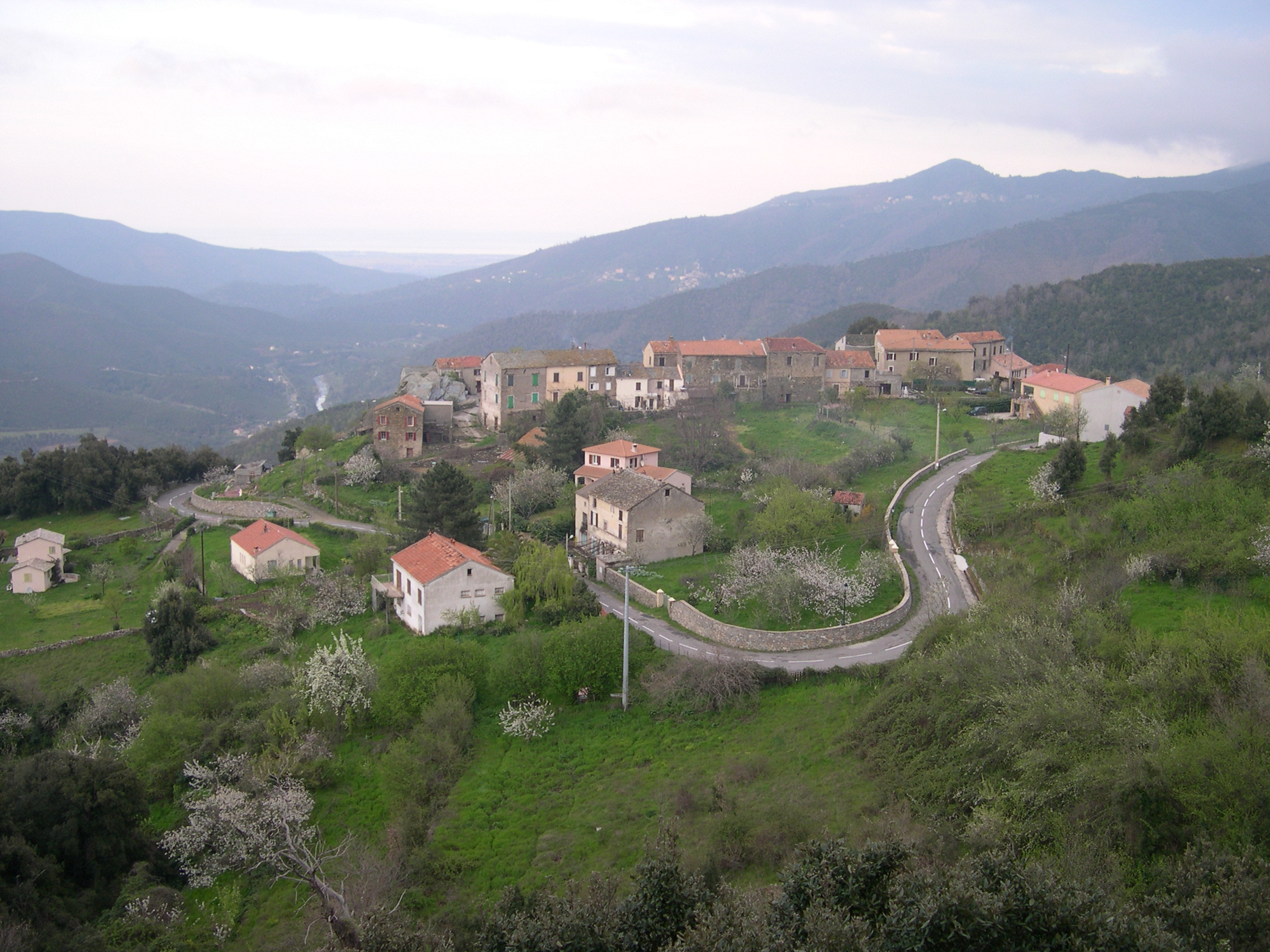
Weiler Canaghja
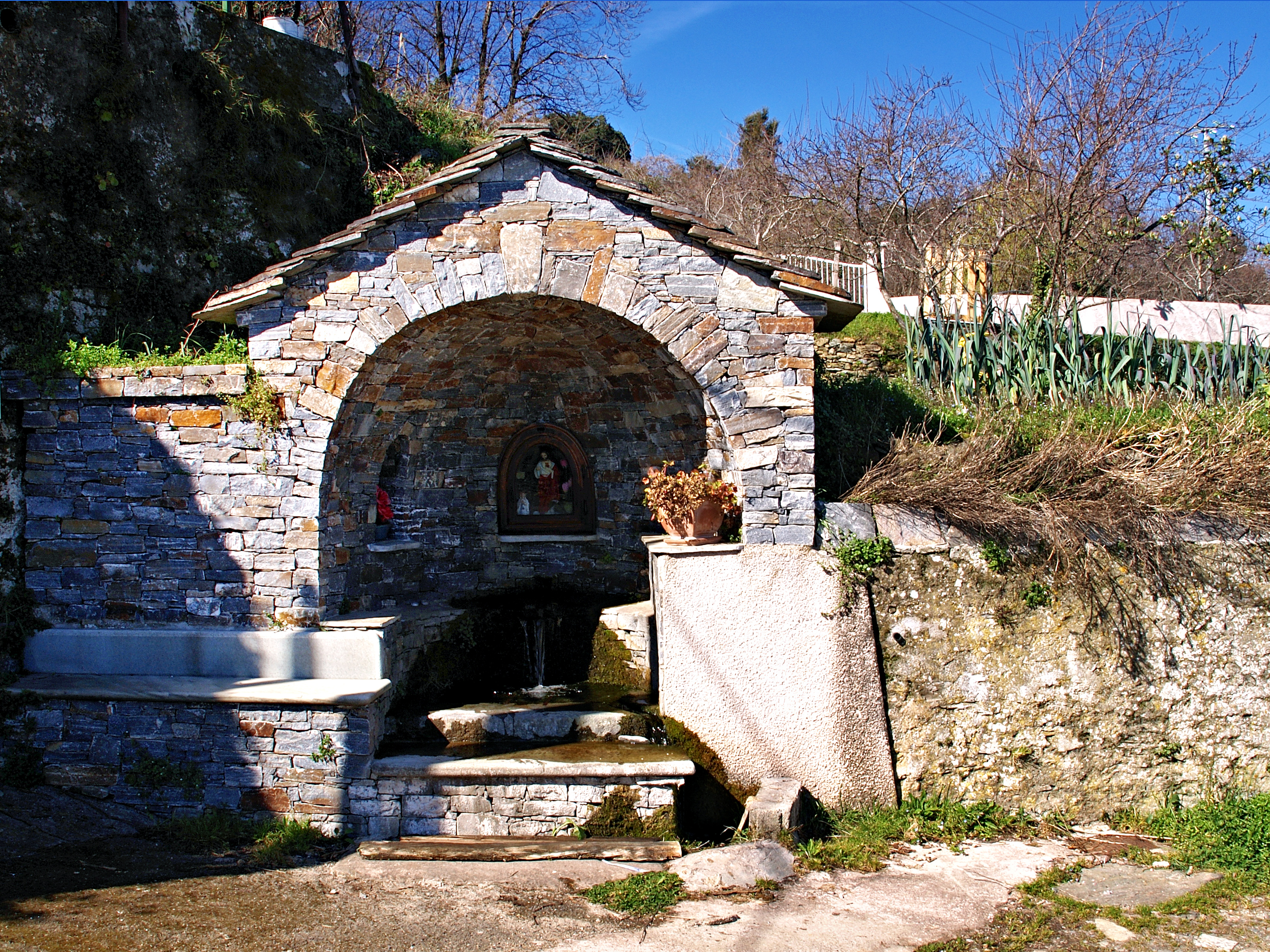
Brunnen im Weiler Canaghja
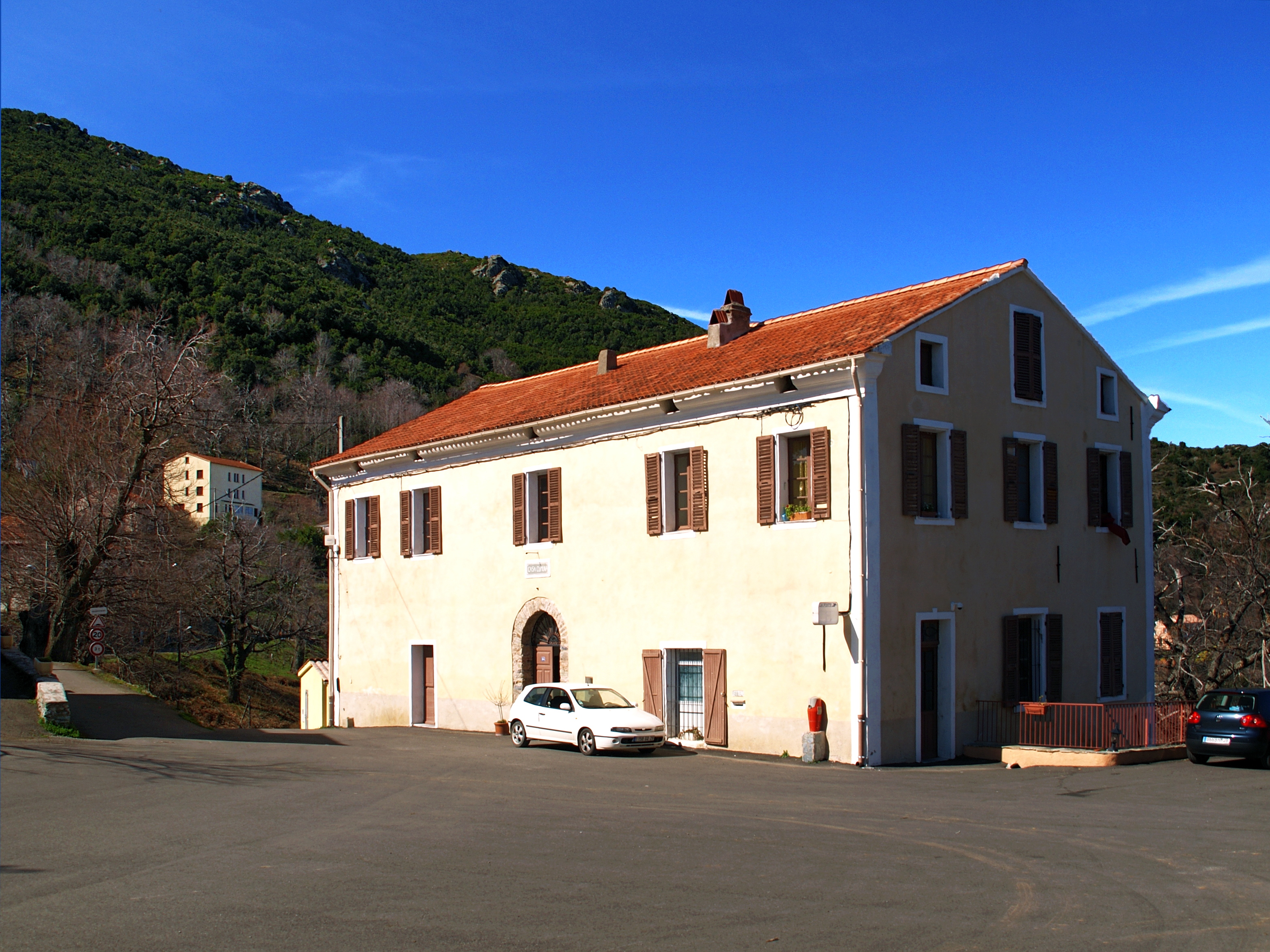
Mairie und Postamt
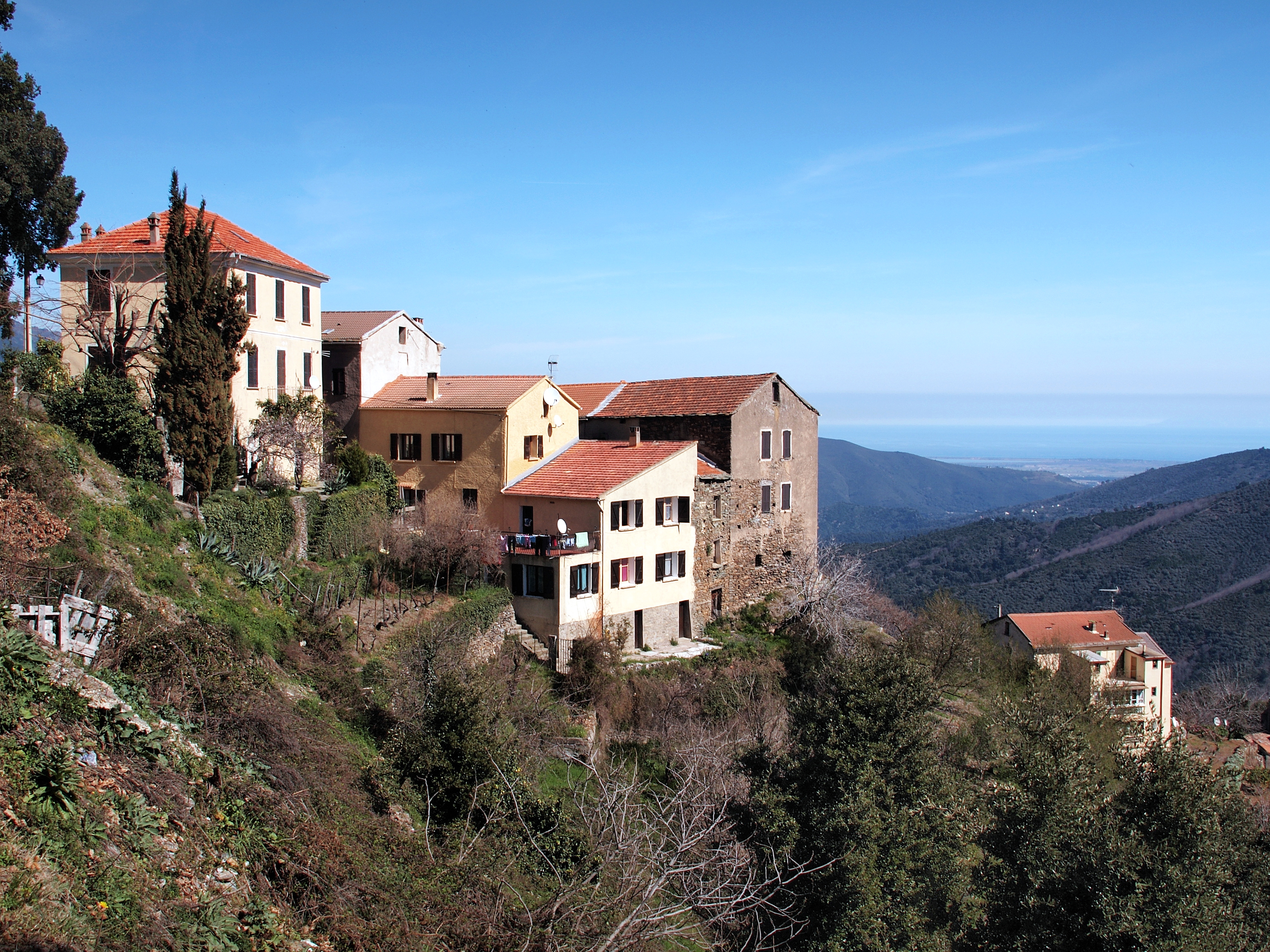
Weiler Vergagliese